# Silent Circle
Silent Circle – niemiecki zespół muzyki euro disco, eurodance oraz pop, założony przez kompozytora i producenta Axela Breitunga w 1984 roku.
Największa popularność zespołu przypada na drugą połowę lat 80. XX wieku, kiedy to wylansowali przeboje takie jak „Hide Away - Man Is Comin'!”, „Touch In The Night”, „Stop The Rain In The Night” czy „I’m Your Believer”.

## Skład zespołu
- Martin Tychsen - wokal prowadzący
- Axel Breitung -  instrumenty klawiszowe, wokal wspierający
- Jürgen Behrens - perkusja, gitara basowa, gitara, wokal wspierający

## Dyskografia[1]

### Albumy
- 1986 – No. 1
- 1994 – Back
- 1998 – Stories ’bout love
- 2018 – Chapter Euro Dance
- 2018 – Chapter 80ies - Unreleased
- 2018 – Chapter Italo Dance - Unreleased

### Single
- 1985 – „Hide Away - Man Is Comin'!”
- 1985 – „Touch In The Night”
- 1986 – „Stop The Rain In The Night”
- 1986 – „Love Is Just A Word”
- 1986 – „Time For Love”
- 1987 – „Danger Danger”
- 1987 – „Oh, Don’t Lose Your Heart Tonight”
- 1989 – „I’m Your Believer”
- 1989 – „What A Shame”
- 1993 – „Touch In The Night”
- 1993 – „2night”
- 1994 – „Every Move, Every Touch”
- 1994 – „DJ Special Megamix”
- 1995 – „Every Move, Every Touch - Remix”
- 1996 – „Egyptian Eyes”
- 1998 – „Touch In The Night ’98”
- 1998 – „One More Night”
- 1999 – „Night Train”
- 2000 – „I Need A Woman”
- 2001 – „Moonlight Affair 2001”
- 2018 – „2 Night”
- 2018 – „Every Move Every Touch”
- 2020 – „Save Me”